# Puchar Australii i Oceanii w narciarstwie dowolnym 2014
Puchar Australii i Oceanii w narciarstwie dowolnym 2014 rozpoczął się 31 lipca 2014 w Australijskim Mount Hotham, a zakończył 6 września 2014 w Australijskim Mount Buller.
Puchar Australii i Oceanii został rozegrany w 1 kraju i 3 miastach.
Obrońcami Kryształowej Kuli byli Australijczyk Matt Graham wśród mężczyzn oraz Australijka Nicole Parks wśród kobiet.

## Konkurencje
- MO = jazda po muldach
- DM = jazda po muldach podwójnych
- SX = skicross

## Kalendarz i wyniki Pucharu Świata

### Mężczyźni
| Lp | Data             | Miejscowość  | Dyscyplina | 1. Miejsce    | 2. Miejsce           | 3. Miejsce           |
| -- | ---------------- | ------------ | ---------- | ------------- | -------------------- | -------------------- |
| 1. | 31 lipca 2014    | Mount Hotham | SX         | Jamie Prebble | Anton Grimus         | William Payne        |
| 2. | 1 sierpnia 2014  | Mount Hotham | SX         | Anton Grimus  | Jamie Prebble        | William Payne        |
| 3. | 19 sierpnia 2014 | Perisher     | MO         | Matt Graham   | Rohan Chapman-Davies | Sam Hall             |
| 4. | 20 sierpnia 2014 | Perisher     | MO         | Matt Graham   | Sam Hall             | Rohan Chapman-Davies |
| 5. | 6 września 2014  | Mount Buller | DM         | Matt Graham   | Rohan Chapman-Davies | Campbell Cooke       |

### Kobiety
| Lp | Data             | Miejscowość  | Dyscyplina | 1. Miejsce         | 2. Miejsce         | 3. Miejsce            |
| -- | ---------------- | ------------ | ---------- | ------------------ | ------------------ | --------------------- |
| 1. | 31 lipca 2014    | Mount Hotham | SX         | Sami Kennedy-Sim   | Ysabel Cronin-Guss | Lauren Hurley-Pearson |
| 2. | 1 sierpnia 2014  | Mount Hotham | SX         | Ysabel Cronin-Guss | Sami Kennedy-Sim   | Michelle Podnecky     |
| 3. | 19 sierpnia 2014 | Perisher     | MO         | Satsuki Itō        | Nicole Parks       | Seo Jung-hwa          |
| 4. | 20 sierpnia 2014 | Perisher     | MO         | Junko Hoshino      | Ako Iwamoto        | Britteny Cox          |
| 5. | 6 września 2014  | Mount Buller | DM         | Nicole Parks       | Britteny Cox       | Madi Himbury          |

## Klasyfikacje

### Mężczyźni
| Lp. | Zawodnik             | Punkty |
| --- | -------------------- | ------ |
| 1.  | Matt Graham          | 300    |
| 2.  | Rohan Chapman-Davies | 220    |
| 3.  | David Graham         | 150    |
| 4.  | Sam Hall             | 140    |
| 5.  | William Martin       | 87     |
| 6.  | Campbell Cooke       | 82     |
| 7.  | Peter Milliken       | 78     |
| 8.  | Seo Myung-joon       | 76     |
| 9.  | So Matsuda           | 69     |
| 10. | Atsuki Shiratori     | 60     |

| Lp. | Zawodnik         | Punkty |
| --- | ---------------- | ------ |
| 1.  | Anton Grimus     | 180    |
| 1.  | Jamie Prebble    | 180    |
| 3.  | William Payne    | 120    |
| 4.  | Douglas Crawford | 90     |
| 5.  | Lee Garner       | 50     |
| 6.  | Andrew Fairley   | 45     |
| 6.  | Lee Rolls        | 45     |
| 8.  | -                | -      |
| 9.  | -                | -      |
| 10. | -                | -      |

### Kobiety
| Lp. | Zawodniczka      | Punkty |
| --- | ---------------- | ------ |
| 1.  | Nicole Parks     | 230    |
| 2.  | Britteny Cox     | 153    |
| 3.  | Satsuki Itō      | 145    |
| 4.  | Ako Iwamoto      | 120    |
| 5.  | Junko Hoshino    | 111    |
| 6.  | Jakara Anthony   | 106    |
| 7.  | Claudia Gueli    | 98     |
| 8.  | Madi Himbury     | 96     |
| 9.  | Roanna Humphries | 92     |
| 10. | Hinako Tomitaka  | 85     |

| Lp. | Zawodniczka           | Punkty |
| --- | --------------------- | ------ |
| 1.  | Ysabel Cronin-Guss    | 180    |
| 1.  | Sami Kennedy-Sim      | 180    |
| 3.  | Michelle Podnecky     | 110    |
| 4.  | Lauren Hurley-Pearson | 105    |
| 5.  | Lilly Speiser         | 95     |
| 6.  | Rouchelle Gilmore     | 80     |
| 7.  | Claudia Crewes        | 36     |
| 8.  | -                     | -      |
| 9.  | -                     | -      |
| 10. | -                     | -      |